# Pawel Wiktorowitsch Andrejew
Pawel Wiktorowitsch Andrejew (russisch Павел Викторович Андреев; * 2. Dezember 1983 in Prokopjewsk) ist ein russischer Triathlet. Er ist siebenfacher Weltmeister Wintertriathlon (2011–2019) sowie russischer Meister im Cross-Triathlon (2016, 2019) und Cross-Duathlon (2019).

## Werdegang
Im Februar 2007 startete Pawel Andrejew als 24-Jähriger das erste Mal bei der Wintertriathlon-Europameisterschaft in Liechtenstein und belegte in Triesenberg den elften Rang.
In den wärmeren Monaten trainierte er seine Ausdauer im Duathlon und Triathlon und startete auch hier bei Rennen: So ging er im Mai 2010 in Frankreich bei der Duathlon-Europameisterschaft (10 km Laufen, 40 km Radfahren und 5 km Laufen) an den Start und belegte den 25. Rang. Im nächsten Jahr verbesserte er sich auf den 18. Rang.

### Europa- und Weltmeister Wintertriathlon 2011
Im März 2011 wurde Pawel Andrejew Europameister Wintertriathlon und nur eine Woche später auch Weltmeister.
Bei der Cross-Triathlon-Weltmeisterschaft belegte er 2014 im äußersten Südosten Sachsens den zehnten Rang. Von 2014 bis 2016 wurde er in seiner Heimat dreimal in Folge russischer Wintertriathlon-Meister.

### Russischer Meister Cross-Triathlon 2016
Im Juni 2016 wurde er auch Nationaler Meister im Cross-Triathlon.
Im Januar 2017 wurde der 33-Jährige in Estland zum fünften Mal Europameister im Wintertriathlon. Im Juli wurde er Vize-Europameister Cross-Duathlon.
2018 wurde er im Januar zum sechsten Mal in Folge Weltmeister im Wintertriathlon (2015 und 2017 wurden keine Weltmeisterschaften ausgetragen) und im Februar holte er sich auch zum sechsten Mal den Titel des Europameisters.

### Russischer Meister Cross-Duathlon 2019
Im Februar 2019 wurde er zum siebten Mal Weltmeister Wintertriathlon und im Juni auch russischer Meister Cross-Duathlon.

## Sportliche Erfolge
| Datum/Jahr    | Rang | Wettbewerb                                          | Austragungsort      | Zeit     | Bemerkung |
| ------------- | ---- | --------------------------------------------------- | ------------------- | -------- | --- |
| 18. Feb. 2022 | 1    | ETU Winter Triathlon European Championships         | Asiago              | 01:27:17 | Europameister Wintertriathlon |
| 20. März 2021 | 2    | ITU Winter Triathlon World Championships            | Sant Julià de Lòria | 01:17:46 | Vize-Weltmeister Wintertriathlon |
| 7. Feb. 2020  | 1    | ITU Winter Triathlon World Championships            | Asiago              | 01:17:25 | Weltmeister Wintertriathlon |
| 4. Jan. 2020  | 1    | ITU Winter Triathlon World Cup                      | Harbin              | 01:22:51 | 6,88 km Laufen, 12,5 km Radfahren und 10,32 km Skilanglauf                                                                                      |
| 10. Feb. 2019 | 1    | ITU Winter Triathlon World Championship Mixed Relay | Asiago              | 00:27:39 | Wintertri Mixed Relay; gemischte Staffel mit Daria Rogozina                                                                                     |
| 9. Feb. 2019  | 1    | ITU Winter Triathlon World Championships            | Asiago              | 01:24:43 | Weltmeister Winter Triathlon |
| 17. Feb. 2018 | 1    | ETU Winter Triathlon European Championships         | Catania             | 01:32:19 | Europameister Wintertriathlon |
| 27. Jan. 2018 | 1    | ITU Winter Triathlon World Championships            | Cheile Grădiștei    | 01:33:37 | |
| 28. Jan. 2017 | 1    | ETU Winter Triathlon European Championships         | Otepää              | 01:14:22 | Europameister Wintertriathlon |
| 13. Feb. 2016 | 1    | ITU Winter Triathlon World Championships            | Zeltweg             | 01:19:34 | Sieger und 5. WM-Titel in Folge (keine WM-Austragung 2015) nach einem knappen Zielfinish – nur 15 sec vor dem Zweitplatzierten Jewgeni Kirillow |
| 27. Feb. 2016 | 1    | RUS Winter Triathlon National Championships         | Saratov             | 01:22:19 | |
| 23. Jan. 2016 | 1    | ETU Winter Triathlon European Championships         | Otepää              | 01:08:27 | Europameister Wintertriathlon |
| 14. März 2015 | 1    | RUS Winter Triathlon National Championships         | Berezniki           | 01:11:21 | |
| 23. Jan. 2015 | 1    | ETU Winter Triathlon European Championships         | Reinosa             | 00:53:06 | Europameister Wintertriathlon |
| 15. März 2014 | 1    | RUS Winter Triathlon National Championships         | Asbest City         | 01:20:09 | |
| 15. Feb. 2014 | 1    | ITU Winter Triathlon World Championships            | Cogne               | 01:03:39 | |
| 22. Feb. 2013 | 1    | ITU Winter Triathlon World Championships            | Cogne               | 01:08:24 | Weltmeister neben der Tschechin Helena Erbenová bei den Frauen                                                                                  |
| 26. Jan. 2013 | 1    | ETU Winter Triathlon European Championships         | Tartu               | 01:28:31 | Europameister Wintertriathlon |
| 24. März 2012 | 1    | ITU Winter Triathlon World Championships            | Jämijärvi           | 01:19:27 | |
| 3. März 2012  | 8    | ETU Winter Triathlon European Championships         | Valsesia            | 01:25:37 | |
| 26. März 2011 | 1    | ITU Winter Triathlon World Championships            | Jämijärvi           | 01:10:31 | |
| 19. März 2011 | 1    | ETU Winter Triathlon European Championships         | Östersund           | 01:09:51 | Europameister Wintertriathlon |
| 13. Feb. 2010 | 3    | ITU Winter Triathlon World Championships            | Eidsvoll            | 01:10:22 | |
| 6. Feb. 2010  | 4    | ETU Winter Triathlon European Championships         | Lygna               | 01:10:23 | Europameisterschaft Wintertriathlon |
| 9. Feb. 2007  | 11   | ETU Winter Triathlon European Championships         | Triesenberg-Leng    | 01:20:56 | Europameisterschaft Wintertriathlon |

| Datum/Jahr    | Rang | Wettbewerb                                 | Austragungsort  | Zeit     | Bemerkung                             |
| ------------- | ---- | ------------------------------------------ | --------------- | -------- | ------------------------------------- |
| 16. Juni 2019 | 1    | RUS Cross Triathlon National Championships | Verkhoshizhemye | 01:39:03 |                                       |
| 26. Juni 2016 | 1    | RUS Cross Triathlon National Championships | Kirov           | 01:36:51 |                                       |
| 26. Sep. 2015 | 21   | ITU Cross Triathlon World Championships    | Orosei          | 02:22:11 | ITU-Weltmeisterschaft Cross-Triathlon |
| 16. Aug. 2015 | 8    | Xterra Germany                             | Zittau          | 02:33:11 | [ 5 ]                                 |
| 8. Aug. 2015  | 8    | Xterra Czech                               | Špindlerův Mlýn | 02:47:44 |                                       |
| 16. Aug. 2014 | 10   | ITU Cross Triathlon World Championships    | Zittau          | 02:42:48 |                                       |

| Datum/Jahr   | Rang | Wettbewerb                                           | Austragungsort | Zeit     | Bemerkung                                                                                  |
| ------------ | ---- | ---------------------------------------------------- | -------------- | -------- | ------------------------------------------------------------------------------------------ |
| 7. Mai 2016  | DNS  | Ironman 70.3 Mallorca                                | Alcúdia        | –        |                                                                                            |
| 19. Mai 2013 | 17   | ETU Middle Distance Triathlon European Championships | Barcelona      | 04:28:10 | Triathlon-Europameisterschaft auf der Mitteldistanz im Rahmen der Half Challenge Barcelona |

| Datum/Jahr    | Rang | Wettbewerb                          | Austragungsort | Zeit     | Bemerkung                                     |
| ------------- | ---- | ----------------------------------- | -------------- | -------- | --------------------------------------------- |
| 20. Sep. 2013 | 9    | RUS Duathlon National Championships | Russland       | 01:25:08 |                                               |
| 17. Apr. 2011 | 18   | ETU Duathlon European Championships | Limerick       | 01:51:36 |                                               |
| 2. Mai 2010   | 25   | ETU Duathlon European Championships | Nancy          | 01:43:59 | 10 km Laufen, 40 km Radfahren und 5 km Laufen |

| Datum/Jahr    | Rang | Wettbewerb                                | Austragungsort | Zeit     | Bemerkung |
| ------------- | ---- | ----------------------------------------- | -------------- | -------- | --------- |
| 9. Juni 2019  | 1    | RUS Cross Duathlon National Championships | Yaroslavl      | 01:26:08 |           |
| 28. Juli 2017 | 2    | ETU Cross Duathlon European Championships | Târgu Mureș    | 01:33:44 |           |

(DNF – Did Not Finish; DNS – Did Not Start)